# تیم ملی بسکتبال زنان قبرس
تیم ملی بسکتبال زنان قبرس، نماینده کشور قبرس در مسابقات بین‌المللی بسکتبال زنان است.